# Agapanthia fadli
Agapanthia fadli är en skalbaggsart som beskrevs av Gianfranco Sama och Rapuzzi 2006. Agapanthia fadli ingår i släktet Agapanthia och familjen långhorningar. Inga underarter finns listade i Catalogue of Life.